# Karzer (Königsberg)

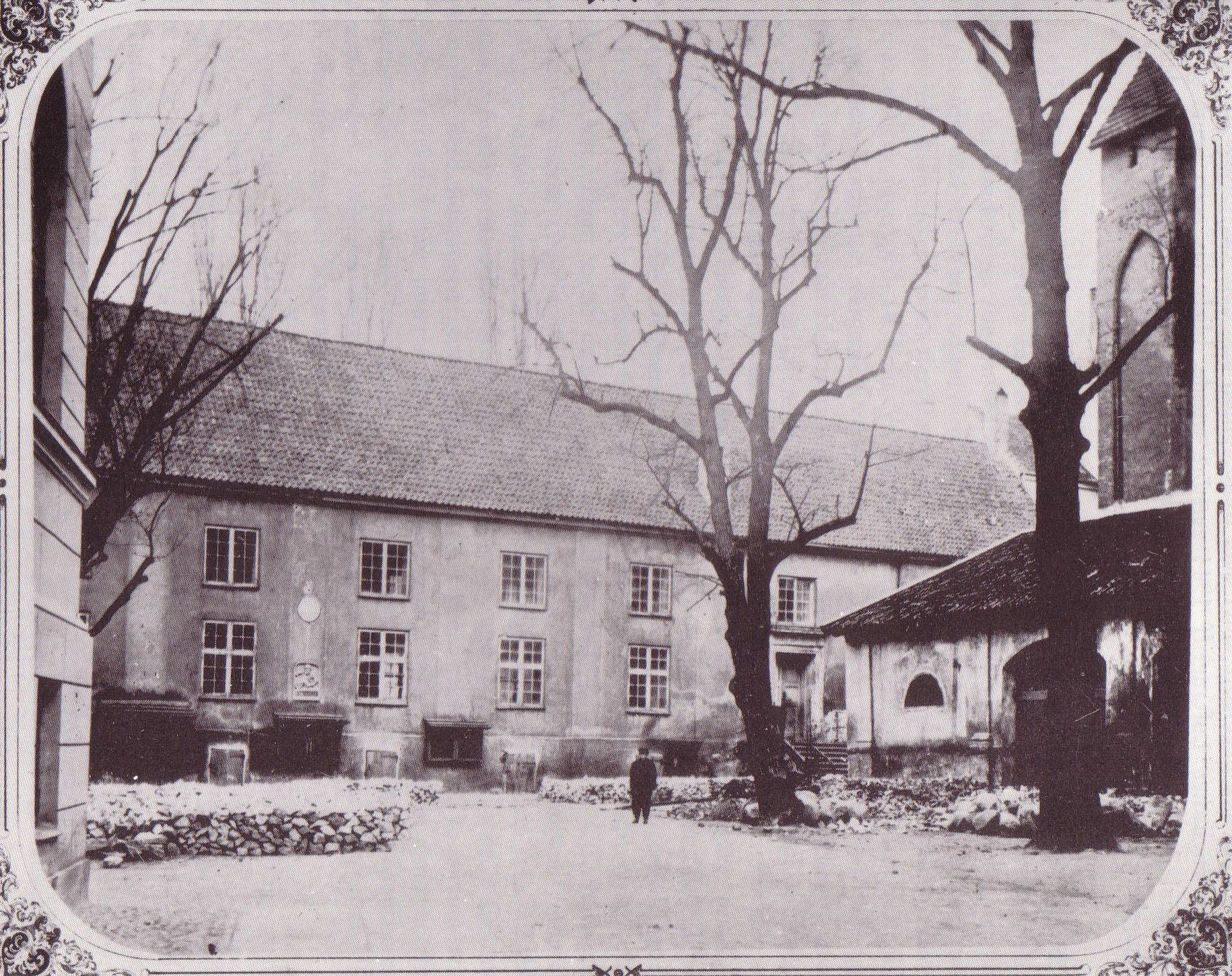
Das Alte Collegium Albertinum, rechts die Stoa Kantiana (1875)

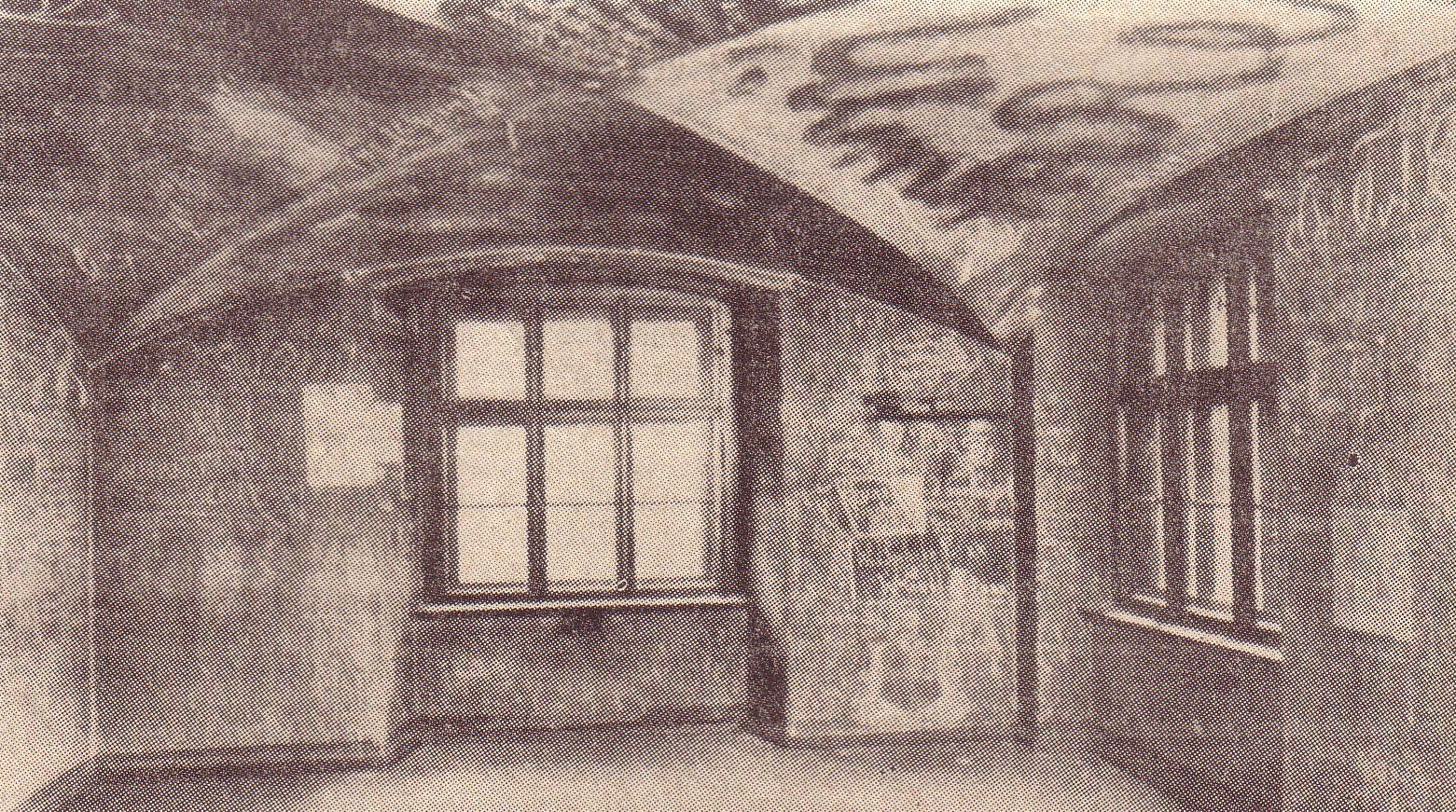
Kustodie (2. Karzer)

Der Königsberger Karzer war das Studentengefängnis der Albertus-Universität Königsberg. Obwohl schon 1857 ein Student wegen Ruhestörung vor einem Zivilgericht stand, war der Universitätsrichter auch nach Einführung des Bürgerlichen Gesetzbuchs für leichtere Vergehen zuständig. Der Königsberger Karzer wurde erst am 14. Juli 1914 aufgelassen.

## Geschichte
Der erste Karzer lag im Keller des Collegium Albertinum (Königsberg) unter dem Auditorium maximum, dem späteren Magazin der Stadtbibliothek Königsberg. Er war vom Hof aus zugänglich und hatte zum Pregel hin vergitterte Fenster. Die Räume waren feucht und schwer zu heizen. Bei Hochwasser stand der Boden unter Wasser. Die baulichen Mängel zwangen im 19. Jahrhundert zur Verlegung des Karzers als wohnlichere Kustodie in die oberen Räume. 1892 von August Wittich, dem Archivar und Stadtbibliothekar  von Königsberg, wiederentdeckt, wurde der Kellerkarzer instand gesetzt und als Abstellraum benutzt.
In der Neuen Universität am Paradeplatz (Königsberg) lag der Karzer im Zwischenstock des westlichen Liebenthal-Flügels. Durch eine Wendeltreppe war er mit der Pedellenwohnung verbunden. Am 8. November 1862 war Arthur Kittel der erste Gast im „Gasthof zur schlechten Herberge“. Nach seinem Bericht hatten drei Pedelle ihn bei seinem Einzug zu einer Einweihungsfeier aufgefordert. Bei Bier, Grog und kalter Küche fand sie mit Kittels Bundesbrüdern von der Burschenschaft Germania Königsberg statt. In jenen Jahren war das Pedellenpaar Klaws und Lange stadtbekannt.

„Der eigentliche Karzerpedell Lange, stramm und bärbeißig, hatte ein Herz wie ein Kind, war gefällig und freundlich, in beiden Eigenschaften noch übertroffen von Frau und Tochter. Oft wurde in diesem Familienkreise auf dem Karzer ein Achtel geleert, auch ein Tänzchen gewagt oder ein Student, der keine Herberge hatte, dort untergebracht. Die gute Frau Lange aber schob dem harten Nachtlager immer ein weiches Bett unter.“

Noch 1938 unternahm Heinz Lettau geophysikalische Versuche im Karzer. Bei den britischen Luftangriffen auf Königsberg und der Schlacht um Königsberg blieb der Liebenthal-Flügel mit seinem Innenhof, dem Karzer und einigen Stuckmedaillons einigermaßen unbeschädigt.

## Reminiszenzen
Friedrich Zander, Oberlehrer am Collegium Fridericianum, ließ die „poetischen“ Graffiti 1880 drucken. Der Pedell Tursky führte ein Gästebuch, in dem sich die Insassen seiner Klause mit Gedichten für die Betreuung bedankten. Gustav Thurau veröffentlichte sie 1906 als Erinnerungen aus dem Königsberger Karzer im Universitätskalender.
Zum 80. Stiftungsfest des Corps Masovia hatte August Wittich den Karzer des alten Albertinums ausgeschmückt, mit einem großen Schild für  Masovia (blau-weiß-rot), drei kleinen für Borussia (weiß-schwarz-weiß), Baltia I (blau-weiß-blau) und Scotia (blau-schwarz-blau) und dreien für Littuania (grün-weiß-rot), Normannia (hellblau-gold-schwarz) und Baltia (weiß-hellblau-schwarz-weiß) – „als die Farben der alten Königsberger Landsmannschaften, deren Mitglieder einstmals da oben Muße fanden, über die Beschwerden des Studiums, des Fechtbodens und der Kneipe nachzudenken.“